# Microasteropteron
Microasteropteron is een geslacht van kreeftachtigen uit de klasse van de Ostracoda (mosselkreeftjes).

## Soorten
- Microasteropteron bacescui Kornicker, 1981
- Microasteropteron parvum Poulsen, 1965
- Microasteropteron youngi Kornicker, 1976